# طبيب البحر
طبيب البحر مخلوق غامض ذكره "جابر بن حيان" في كتاباته الكيميائيه. مظهره ليس واضحا، يعرف عنه أنه سمكة بها حجر كريم أصفر في جبهتها، وأنها على شكل إنسان. بالرغم من القوة السحرية الكبيرة لهذا الحيوان البحري إلا أنه شديد الاهتمام والإيثار. وهو يستمد اسمه من الحجر الكريم الموجود في رأسه والذي يمكنه شفاء أي مرض. فهو يعتني بالمخلوقات البحرية الأخرى عن طريق فرك رأسه مرتين أو ثلاثا على مكان الإصابة، فتشفى على الفور. ربما بسبب طبيعة التضحية بالنفس هذه، فإن طبيب البحر إذا تم القبض عليه من قبل البشر لا يقاوم، لكنه ينتظر بفارغ الصبر الوقت المناسب للهروب.
يمتلك الحجر الكريم الخاص بطبيب البحر قيمة كبيرة للخيمياء. وإذا ما تم ذبح هذه المخلوق وأخرج هذا الحجر من رأسه فإنه يمكنه أن يصنع الذهب من الفضة. وهذا ما دفع العالم الكيميائي جابر بن حيان إلى البحث عن طبيب البحر.

## قصة البحث عن طبيب البحر
بعد الاستعانة بعدد من البحارة المهرة، أبحر جابر إلى المحيط الهندي. حيث عثر في النهاية على مجموعة مخلوقات طبيب البحر بالقرب من جزيرة سنديات المجهولة. وألقيت الشبكة، وتم القبض على أحد هذه المخلوقات. فأخذ يلطم خديه في حركة أنثوية يائسة، وأدرك جابر أن المخلوق الذي أمسكوا به كانت شابة في غاية الجمال. ثم تم اصطحابها على متن السفينة وسجنها في كوخ صغير، وبدت غير قادرة على الكلام بخلاف الغمغمة بلغة غير معروفة. أُعطيت لجابر الفرصة لاختبار قوتها من خلال إحضار بحار مصاب بالصعر، وبعد أن قامت الطبيبة بفرك حجرها الكريم على ذراعيه وساقيه، شفي على الفور.

لم يدم هذا الوضع طويلا، فقد وقع أحد شبان البحارة في حب المخلوق الغريب، وسمح لهما جابر بالعيش معًا في المقصورة، وأخيراً حملت وأنجبت ولداً بشرياً في جميع الجوانب باستثناء جبهته الرائعة اللامعة. عندما كبر الصبي، مُنحت الأم الحرية في القارب، حيث بدت مرتبطة بالطاقم، وترافقهم، وتعتني بإصاباتهم، وترعى ابنها. لكنها قفزت للماء، وقد أنكسر قلب زوجها، وأقسم على رعاية الابن الذي تركته وراءها.
بعدها أبحرت السفينة وسط عاصفة بدا أنه لا مفر منها، ولم يكن إلقاء المراسي في الماء كافيا لتثبيت السفينة، وكانت على وشك الانقلاب. وقتها رأوا مخلوق طبيب البحر جالس بهدوء على السطح ويلوح لهم. وتوسل إليها البحارة لإنقاذهم، ثم تحولت إلى سمكة ضخمة، كبيرة بما يكفي لتمتد من طرف البحر إلى الطرف الآخر، وابتلعت كمية هائلة من مياه البحر أدت إلى خفضت مستوى سطح البحر بدرجة كافية لتهدئة العاصفة. وبينما كان البحارة يشعرون بالقلق بشأن ما إذا كانت ستبتلعهم بعد ذلك أم لا، غاص ابنها في البحر خلفها. وفي اليوم التالي عاد إلى السفينة، وأصبح على جبهته حجر كريم أصفر.
وفي وقت لاحق أتيحت لجابر بن حيان الفرصة للقبض على مخلوقين آخرين من طبيب البحر، وقد تم التضحية بواحد منهما من أجل حجره الكريم، فأعجبت جابر وأيقن أنها صناعة عجيبة لا يصنعها.

## الخلاصة
قد لا يكون المقصود من هذه الحكاية المعنى الحرفي، فقد اعتبرت بشكل عام نوعًا من القصص الرمزية الخيميائية. وأتفق معه النَسّاخ، مشيرين إلى أنها "رمزية جدا"، حيث تحتوي على عناصر تمثل النار والماء.
وأهدى الخيميائي الشاعر ابن أرفع رأس عدة أبيات لطبيب البحر قائلاً:
"وقد شهد لها صدق العلماء، أفلاطون وتلميذه أرسطو".